# Al gran sole carico d’amore
Al gran sole carico d’amore („Unter der großen Sonne von Liebe beladen“) ist eine Oper von Luigi Nono aus dem Jahre 1975, die er als „Szenische Handlung in zwei Teilen“ („Azione scenica in due tempi“) bezeichnet. Die Librettisten Luigi Nono und Juri Petrowitsch Ljubimow erzählen darin die Geschichte des Kommunismus und des Klassenkampfes anhand mehrerer Frauenschicksale und verwenden dazu Texte von Gramsci, Marx, Gorki, Brecht, Pavese, Rimbaud, Lenin, Fidel Castro und Che Guevara.
Das Werk gilt als einzige Revolutionsoper des 20. Jahrhunderts und ist in dreierlei Hinsicht innovativ:
1. Wegen der Entstehungsgeschichte im Kollektiv
2. Musikalisch als Hauptwerk der Avantgarde
3. Szenisch als Montage und Streifzug durch die Geschichte ohne Handlung im klassischen Sinne.

## Entstehung

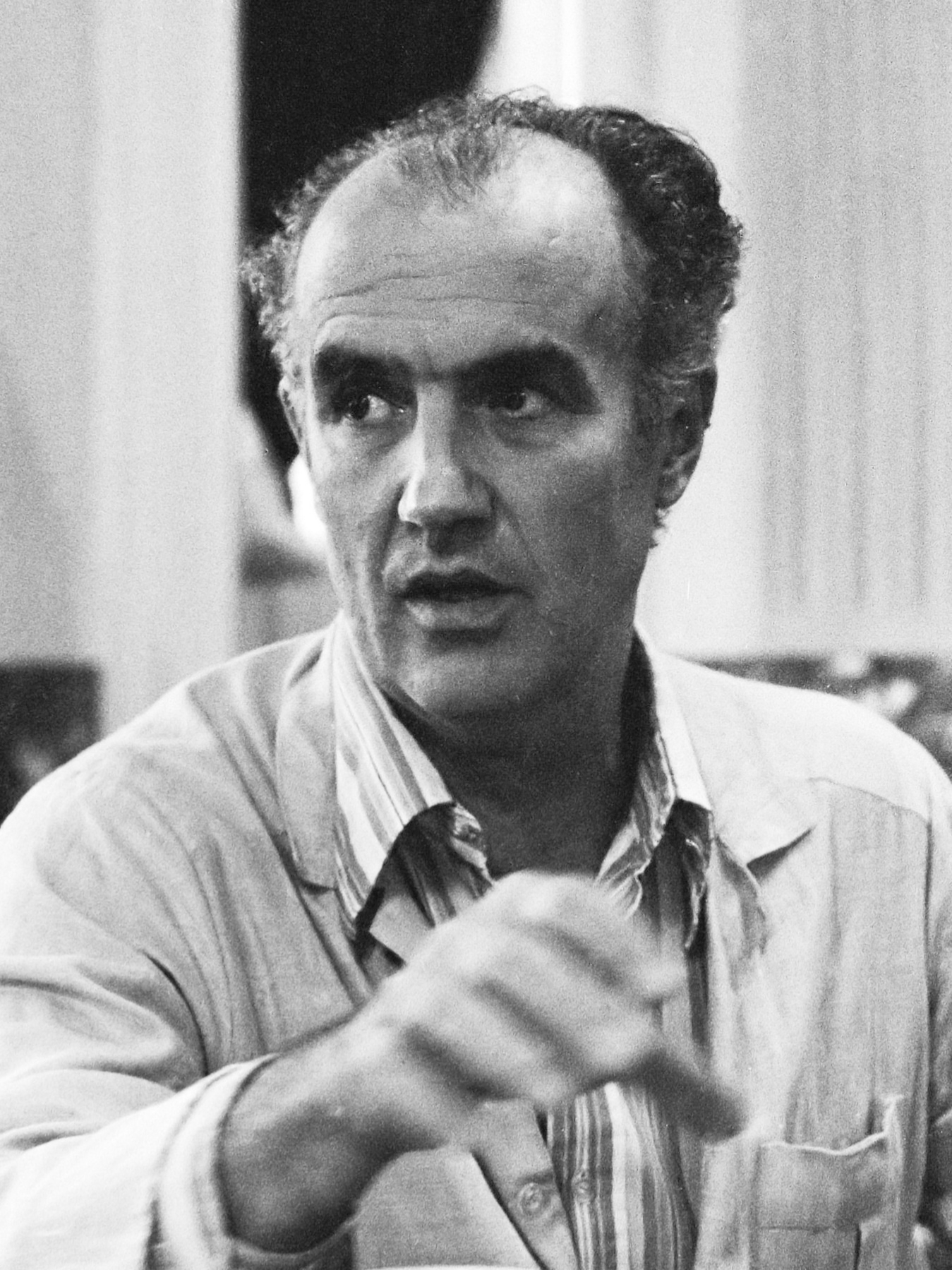
Luigi Nono (1979)

Nono plante kurz nach der Uraufführung von Intolleranza 1960 im Jahre 1961 eine neue Oper. Er bezeichnete in einem Brief an Carla Henius am 15. Mai 1964 die in Arbeit befindliche La fabbricca illuminata als „ein Fragment meines neuen Theaterwerkes“, in dessen Zentrum zwei Figuren Cesare Paveses stehen sollten: Masino und das Freudenmädchen Deola. Bereits damals war daran gedacht, die Deola mit vier Sopranen zu besetzen und durch die umfangreiche Verwendung des Tonbandgerätes und des Chores eine spezifische Form der Simultanität zu erzielen. Nono hatte bereits 1970 gemeinsam mit Giovanni Pirelli das Thema der Pariser Kommune im Hinblick auf eine szenische Arbeit aufgegriffen, die aber nicht ausgeführt wurde.
Die Scala erteilte Nono im Jahre 1972 einen Kompositionsauftrag für eine neue Oper. In enger Zusammenarbeit mit Ljubimow, dem Leiter des Taganka-Theaters in Moskau, dessen erste Regiearbeit im Westen Al gran sole carico d’amore werden sollte, entstand die Zusammenstellung der Dokumentationen, Gedichte und Texte für das Libretto. Durch Ljubimow wurden die bereits in Intolleranza 1960 verarbeiteten Einflüsse des russischen Avantgardetheaters der Zwischenkriegszeit noch verstärkt. Nonos Konzept eines Situations- und Ideentheaters verband sich mit Ljubimows Theaterarbeit, die ausführliche Textbearbeitungen, Umstellungen, Montagen und vielschichtige Szenerien verwendet.
Auf diese Weise entstand die Oper in Zusammenarbeit von Komponist, Regisseur, dem Dirigenten Claudio Abbado und dem Bühnenbildner Dawid Borowskij. Die Claudio Abbado und Maurizio Pollini gewidmete Partitur wurde am 15. August 1974 abgeschlossen und ist bei Ricordi in Milano erschienen. Die von Ljubimow inszenierte Uraufführung fand am 4. April 1975 unter der Leitung von Claudio Abbado im Teatro Lirico in Mailand statt.
Nono unterzog das Werk für die Frankfurter Inszenierung einer Umarbeitung, welche eine Neuinstrumentation und teilweise Neukomposition sowie die Revision der Tonbandanteile und ihrer Länge betrafen.

## Werkbeschreibung
Das Werk in zwei Akten ist für Orchester, Soli (Sopran, Mezzosopran, Alt, Tenor, Bariton, Bass), Chöre, Sprecher und stumme Rollen geschrieben.
Der erste Teil der szenischen Aktion behandelt die Ereignisse der Pariser Commune von 1871, der zweite Teil spannt einen breiten Bogen von der Russischen Revolution von 1905 über den Streik der Fiat-Arbeiter in den 50er Jahren, die Kubanische Revolution, den Guerillakampf Che Guevaras und das soziale Engagement Allendes in Chile bis zum Vietnamkrieg.
Der Titel stellt die italienische Übersetzung der 54. Zeile von Les Mains de Jeanne-Marie dar, auf Deutsch: Die Hände der Jeanne-Marie, eines Gedichts von Arthur Rimbaud. Hier die Zeilen 53 bis 56:
| Elles ont pâli, merveilleuses, Au grand soleil d'amour chargé, Sur le bronze des mitrailleuses À travers Paris insurgé! |  | Voller Liebe in der Sonne Sind sie bleich und eine Zier, Sie tragen der Gewehre Bronze Durch's Paris, das rebelliert! |

Da alle Inszenierungen im deutschsprachigen Raum bisher die Originalsprache wählten, kam stets der Originaltitel zur Verwendung. Lediglich die Frankfurter Produktion fügte dem Originaltitel die deutsche Version Unter der großen Sonne von Liebe beladen hinzu. Die bislang einzige französische Inszenierung in Lyon 1982 verwendete Rimbauds Originaltext, ergänzt durch die italienische Version. Als englische Übersetzung gilt laut englischsprachiger Wikipedia: In the Bright Sunshine Heavy with Love.
Das Gedicht Rimbauds, entstanden nach der „Blutwoche“, besingt die heroischen Taten der Frauen der Pariser Kommune, die an der Place Pigalle, der Place Blanche und in Batignolles die Barrikaden verteidigten. Die letzten Strophen des Gedichtes beschreiben die grausame Repression und die brutalen Gefangenenkonvois, in denen die Versailler die gefesselten Kommunarden abschleppten. Über den Heroismus der Pariser Frauen schreibt – in Der Bürgerkrieg in Frankreich – Karl Marx: „Die Kokotten hatten die Fährte ihrer Beschützer wiedergefunden – der flüchtigen Männer, der Familie, der Religion und vor allem des Eigentums. An ihrer Stelle kamen die wirklichen Weiber von Paris wieder an die Oberfläche – heroisch, hochherzig und aufopfernd wie die Weiber des Altertums.“

„Die Grundidee von ‚Al gran sole carico d’amore‘: die Kontinuität der weiblichen Präsenz im Leben, im Kampf, in der Liebe; das Gestern, das Heute, das Morgen – übereinander gelagert, vorwegnehmend und fragmentiert.“

„Schönheit und Revolution sind kein Widerspruch“, heißt ein Satz Ernesto Che Guevaras. Jürgen Flimm: „Dieser Satz hängt wie ein Spruchband über den Arbeiten von Luigi Nono, diesem italienischen Komponisten, der seit so vielen Jahren für erregte Auseinandersetzungen gut ist.“ Der Satz steht als Titel über dem Vorspiel zu Nonos Werk und definiert den zugleich ästhetischen und revolutionären Anspruch des Librettisten und Komponisten.
Der Inhalt besteht aus keiner linearen Erzählung, sondern aus einer Aneinanderreihung einzelner Szenen aus Revolutionen und Revolutionsversuchen in Russland, Frankreich, Kuba, Lateinamerika und Vietnam. Die Oper zeichnet nur Momente und Episoden. Im Mittelpunkt stehen Revolutionäre und Frauen, die beim Versuch umkommen, die Gewalt zu stoppen. Dazu gehören Che Guevara, die Anarchistin Louise Michel, Haydée Santamaría und andere.
Im Libretto werden Texte von Fidel Castro, Che Guevara, Tania Bunke, Karl Marx und Wladimir Iljitsch Lenin verwendet, und es wird auf Ausschnitte aus Werken von Bertolt Brecht, Arthur Rimbaud. Cesare Pavese und Maxim Gorkis Roman Die Mutter zurückgegriffen.

## Orchester und Tontechnik
Nono bedient sich bei der musikalischen Umsetzung einer deutlich verstärkten Orchesterbesetzung. In die Klangwellen des Orchesters mischen sich Geräusche von Industrieanlagen, wiedergegeben über ein Tonbandgerät mit jeweils zwei Lautsprechern auf der Bühne und hinten im Saal.
4 Flöten und 4 Piccolos, 4 Oboen, 4 Klarinetten und Bassklarinette, 4 Fagotte, 4 Hörner, 4 Trompeten, 4 Posaunen, 11 Pauken, Schlagzeug (4 Fässer ohne Saiten, Trommeln mit 2 Seilen, 2 Tomtoms, 2 große Boxen, Glocken, Marimba, Becken), verstärkte Harfe, Streicher und ein 4-Spur-Tonbandgerät.

## Wirkung
Ljubimow hatte das Werk als dunkel–abstraktes fulminantes Oratorium inszeniert und Nono war von dieser Umsetzung der Themen so überzeugt, dass er zunächst keine andere Realisierung akzeptierte. Daran scheiterten geplante Aufführungen in Berlin und Nürnberg und es kam nur zu einer konzertante Aufführung im Jahre 1975 unter Abbado in Köln.
Nono sah Jürgen Flimms Versuch in der Uraufführung der zweiten Fassung unter Michael Gielen die Situationen zu konkretisieren und Geschichten zu erzählen, als zwingende szenische Alternative zur Arbeit von Ljubimow an.
Die französische Erstaufführung fand 1982 in Lyon in der Regie von Jorge Lavelli und unter der Leitung von Michael Luig statt.

## Diskografie
- Gesamtaufnahme der Stuttgarter Inszenierung: Lothar Zagrosek; Chor und Orchester der Staatsoper Stuttgart – Claudia Barainsky, Helmut Holzapfel, Peter Kajlinger, Roderic Keating, Stella Kleindienst, Maraile Lichdi, Melinda Liebermann, Markus Marquardt, Mark Munkittrick, Lani Poulson, Urs Winter, Carsten Wittmoser – Teldec New Line (2-CD-Set) 8573-81059-2 2001 (aufgenommen im Juli 1999)

## Auszeichnung
- 2004: „Inszenierung des Jahres“, Kritikerumfrage der Zeitschrift Opernwelt für die Konwitschny-Produktion an der Staatsoper Hannover